# Іштван Хорват (хімік)
Іштван Хорват (англ. István T. Horváth; угор. Horváth István; 6 серпня 1953 — 7 березня 2022) — угорський американський хімік, що працює в галузі зеленої хімії від її появи, зокрема, над гомогенним каталізом перехідних металів та спектроскопією in situ. Також працював і мав вплив у галузі фтористих розчинників та технологій.

## Освіта
Хорват навчався за спеціальністю хімічна технологія (1977) та захистив докторську дисертацію з хімії (1979) у Веспремському університеті в Угорщині.

## Кар'єра
Після здобуття докторського ступеня Хорват здійснював постдокторські дослідження у Єльському університеті (1982—1984) та був науковим співробітником в ETH Цюриха (1984—1987). Після цього він працював у ExxonMobil (Анандейл, штат Нью-Джерсі, 1987—1998). Повернувся у вищу освіту в Інститут хімії в Будапештського університету (1999—2009), а зараз є професором хімії та головою Відділення біології та хімії у Гонконгському міському університеті.

## Дослідження
На 2015 рік його дослідження лежать у царині перетворення біомаси на базові хімічні речовини, розробки більш стабільних процесів на основі фтористих розчинників.

## Нагороди
У 2010 році Іштван Хорват став почесним членом Національної академії наук, літератури і мистецтв у Модені.
У 2014 році обраний членом Американського хімічного товариства.